# Skruvdvärgspindel
Skruvdvärgspindel (Hylyphantes graminicola) är en spindelart som först beskrevs av Carl Jakob Sundevall 1830.  Skruvdvärgspindel ingår i släktet Hylyphantes och familjen täckvävarspindlar. Arten är reproducerande i Sverige. Inga underarter finns listade i Catalogue of Life.